# Juliusz Bielszowski
Juliusz Bielszowski (ur. 31 października 1850 w Pszczynie, zm. 23 maja 1934 w Łodzi) – łódzki fabrykant żydowskiego pochodzenia.
Urodził się w Pszczynie jako Louis Bielschowsky. Był synem Adolfa i Friderike z Schillerów, miał o rok starszą siostrę Valerię oraz o dwa lata młodszego brata Richarda. W 1875 roku wraz ze szwagrem Arnoldem Stillerem założył w Łodzi przy ulicy Cegielnianej 78/82 (obecnie ul. Jaracza 52) fabrykę wyrobów wełnianych. Był członkiem zarządu Towarzystwa Akcyjnego Fabryki Wyrobów Wełnianych „Stiller i Bielszowski”, które rozpoczęło działalność 13 stycznia 1894 roku z kapitałem zakładowym w wysokości 1 500 000 rubli.
Jego żoną była Matylda z Nothmanów, z którą miał sześcioro dzieci: Olgę (zamężną z dr. medycyny Naumem Cauzmerem), Selmę (zamężną z Jakóbem Bernsteinem), Friedę (zamężną z dr. nauk prawniczych Brunem Aptem), Adolfa (ożenionego ze Stellą Kohn), Stefana, który był prawnikiem w Berlinie oraz Jerzego.
Juliusz Bielszowski jest pochowany na nowym cmentarzu żydowskim przy ulicy Brackiej w Łodzi. Przodkowie i rodzice Juliusza spoczywają na cmentarzu żydowskim w Pszczynie, gdzie do dziś zachowały się ich groby.